# Ernesto Albarracín
Ernesto Oscar Albarracín (1908 – ?) argentin labdarúgó-középpályás.